# Instituto San Francisco
El Instituto San Francisco es un centro de educación no gubernamental de educación preescolar,  educación primaria y secundaria, fundada el 15 de abril de 1946.

## Fundación
El Instituto San Francisco fue fundado por frailes franciscanos radicados en la República de Honduras, miembros de la Orden Franciscana (O.F.M). La sede académica se encuentra ubicada en la ciudad de Comayagüela, D.C. precisamente en la colonia Mayangle, Country Club.
Es una de las instituciones educativas más antiguas y prestigiosas de Honduras. El instituto San Francisco logró posicionarse entre los mejores colegios en la década de los 70, 80 y 90. Ganando una popularidad a lo largo de toda Honduras. Después de mucho tiempo en 2016 el instituto desfilo en los desfiles patrios del mismo año logrando gran reconocimiento, destacándose por su excelencia.

## Directores del centro
- Fr. Athanazzio Iazetta Ofm,
- Fr. Graciano Buttarazzi Ofm,
- Fr.Valentín Gesuale Ofm,
- Fr. Isaac Calichio Ofm.
- Fr. Guillermo Salgado Ofm.
- Monseñor Fr. Roberto Camilleri Ofm,
- Fr. Pater Paul Meilak Ofm,
- Fr. Rafael Fernández Ofm. (En el cargo actualmente)

## Alumnado
Entre sus exalumnos se destacan:
- Ingeniero y candidato presidencial Salvador Nasralla.
- Presidente de Honduras Porfirio Lobo Sosa.
- Presidente de Honduras Rafael Leonardo Callejas.
- Ingeniero Luis Zelaya.
- Ingeniero Roberto Ordóñez.
- Militar Billy Joya.
- Alcalde y candidato presidencial Nasry Asfura.
- Abogado y candidato presidencial Ramón Villeda Bermúdez.
- Rafael Medina
- Luis Kafie
- Conductor de Televisión Charlie Martino.
- Periodista Virginia  Turcios Molina de Cueto.
- Funcionario de CNBS Y BANCATLAN JM  Fiallos.